# زندان زابل
زندان زابل یکی از زندان‌های ایران است که در حومه شمالی شهر زابل قرار دارد و در بین زندان‌های ایران به تبعیدگاه معروف است.

## نگاهی به زندان‌های ایران
آمار زندانیان ایران قریب به ۵۰۰هزار نفر می‌باشد. اصغر جهانگیر رئیس سازمان زندان‌های ایران با ارائه آماری از میزان زندانیان کشور تأکید کرده است: این تعداد نزدیک سه برابر ظرفیت استاندارد است و وضعیت قابل قبولی نیست.
مصطفی پورمحمدی، وزیر دادگستری ایران روز چهارشنبه (۲۵ نوامبر۲۰۱۶ برابر با ۴ آذر ۱۳۹۵) گفت: «از هر ۱۰۰ هزار نفر ۲۶۹ نفر در ایران در زندان بسر می‌برند.» وی نسبت به این آمار ابراز نگرانی کرد و گفت که این آمار بالاتر از میانگین جهانی است.
از زندان‌های متعدد موجود در ایران تاکنون آمار رسمی منتشر نشده است. وضعیت زندانها در ایران فاقد هرگونه استاندارد جهانی است. حسن هاشمی وزیر بهداشت، درمان و آموزش پزشکی ایران، پس از دیدار از زندان قزل حصار، وضعیت بهداشتی زندانیان را اسفناک توصیف کرد. به گفته او سل، ایدز و بیماری‌های عفونی از بیماری‌های رایج در این زندان است.

## شرایط زندانیان در زندان زابل
شرایط زیستی در زندان زابل برای زندانیان بسیار سخت گزارش شده است. زندانیان در شرایط خاص آب و هوای آلوده فقط ۳روز به سختی می‌توانند از آب گرم برخوردار باشند. در این زندان جمعاً ۲۴دوش استحمام برای بیش از ۱۰۰۰ زندانی وجود دارد که طی ۳ روز در هفته، در هر روز ۲ الی ۳ ساعت آب گرم به زندانیان داده می‌شود.
وضعیت غذای روزانه زندانیان نیز در وعده نهار ۶ الی۷ قاشق برنج سهمیه با ۳قاشق آب خورشت است.
بین هفتصد تا هشتصد زندانی در این زندان با اتهامات مختلف، در اتاق‌های کوچک ۱۸ تا ۲۳ نفره در وضعیت کاملاً غیر استاندارد نگهداری می‌شوند. در زندان فساد وجود دارد و بسیاری از حقوق زندانی با پول و رشوه به پرسنل زندان قابل خریداری است. شکنجه به عنوان تنبیه و ضرب و شتم زندانی رایج است.

## تبعیدگاه زندانیان سیاسی
زندان زابل محل نگهداری زندانیان با جرایم عادی است ولی حکومت ایران زندانیان سیاسی را برای تنبیه به این زندان تبعید می‌کند.
در سال ۱۳۹۲ عدنان حسن‌پور روزنامه‌نگار زندانی کرد بعد از هفت سال زندان در سنندج برای ادامه محکومیتش به زندان زابل تبعید شد.
در سال ۱۳۹۲ دکتر علی ناظری فعال سیاسی از بهداری زندان اوین بر روی برانکارد به زندان زابل تبعید شد.
در سال ۱۳۹۰ کوهیار گودرزی، فعال حقوق بشر به ۵ سال حبس تعزیری و تبعید به زندان شهرستان زابل محکوم شد. وی زندانی زندان اوین بود.
در سال ۱۳۸۹ مهران بندی از شهروندان بهایی محبوس در زندان یزد، به زندان زابل تبعید شد.
روز شنبه سوم مهرماه ۱۳۹۵ ارژنگ داوودی، از زندان رجایی شهر کرج به زندان زابل تبعید شد. در این انتقال مأمورین حفاظت زندان مرکزی زابل از تحویل دادن برخی وسایل این زندانی سالخورده ممانعت بعمل آورده‌اند. وی همچنان از حق مرخصی محروم می‌باشد.

## جستارهای مرتبط
- زندان سراوان
- زندان مرکزی زاهدان
- زندان قزل‌حصار
- زندان قرچک
- زندان مرکزی بیرجند